# Анжу
Вижте пояснителната страница за други значения на Анжу.
Анжу (на френски: Anjou) е историческа област във Франция по долното течение на Лоара. Територията ѝ приблизително съответства на тази на департамента Мен е Лоар.
От херцозите на Анжу проилиза може би най-значимата средновековна династия в Европа – Анжуйската.

## История
В Античността, областта е обитавана от галско племе анди (известно и като андекави), чиято държава е разгромена и завладяна от Юлий Цезар. Територията е запазена като административна област при франките, първо със статут на pagus, а след това на comitatus (графство). Графство Анжу, чието разширяване изглежда е било почти идентично с това на църковния диоцез на Анже, заема по-голямата част от съвременния департамент Мен и Лоара, включващ на север Краон, Канде, Базуж (Шато-Гонтие), Льо Люд, на изток Шато-ла-Валиер и Бургей, докато на юг, от друга страна, от днешния департамент не са включени съвременните градове Монсоро, Монтрьо-Беле, Вие, Шоле, Бопро, както и цялата област, разположена на запад от Ирон и Туе, на левия бряг на Лоара, която формира територията на Мож.
Тогавашната област Анжу е заобиколена от съседните графства Мен на север, Турен на изток, Поатие и Мож на юг и Нант на запад.